# Il cielo, la terra e quel che sta nel mezzo
Il cielo, la terra e quel che sta nel mezzo (Message from Forever) è il secondo romanzo della scrittrice statunitense Marlo Morgan, pubblicato dalla Harper Collins il 3 giugno del 1998.

## Trama
Negli anni venti, in Australia, due gemelli aborigeni vengono strappati alla nascita alla loro famiglia d'origine e separati: il maschio, Geoff, crescerà in una fattoria e verrà successivamente adottato, mentre la femmina, Beatrice, verrà mandata in un orfanotrofio gestito da suore dove resterà fino ai sedici anni.
Un giorno, Beatrice decide di andare alla ricerca delle sue origini e, abbandonato il lavoro, si mette in viaggio verso nord.

## Edizioni
- Marlo Morgan, Il cielo, la terra e quel che sta nel mezzo, traduzione di Petrillo R., collana Bestsellers, Sonzogno, 2003,  p. 356, ISBN 88-454-2353-0.